# Krab bubeník
Krab bubeník (v originále Le Crabe-Tambour) je francouzský hraný film z roku 1977, který režíroval Pierre Schoendoerfer podle stejnojmenného románu z roku 1976. Snímek měl světovou premiéru 9. listopadu 1977.

## Děj
Důstojník francouzského námořnictva trpí rakovinou plic, kterou před svým okolím tají. Na vlastní žádost je jmenován velitelem eskadry Jauréguiberry, která dohlíží nad hlubinným rybolovem u Newfoundlandu. Velitel také vede osobní pátrání, které má kořeny ve francouzských koloniálních válkách na Mekongu v roce 1948. Setká se s důstojníkem, který ho znal, a který byl rybářským kapitánem newfoundlandského trawleru Shamrock III.

## Obsazení
| Jean Rochefort    | kapitán                                  |
| Jacques Perrin    | poručík Willsdorff zvaný Krab Bubeník    |
| Claude Rich       | lékař Pierre                             |
| Jacques Dufilho   | hlavní technik, poté kapitán             |
| Aurore Clément    | zdravotní sestra Aurore                  |
| Odile Versois     | manželka majitele baru                   |
| François Dyrek    | majitel baru                             |
| Jean Champion     | muž v kavárně obdivující amirála Dönitze |
| Pierre Rousseau   | Babourg                                  |
| Bernard Lajarrige | kněz                                     |
| Joseph Momo       | Bongoba                                  |

## Ocenění
- César: nejlepší herec (Jean Rochefort), nejlepší herec ve vedlejší roli (Jacques Dufilho), nejlepší kamera (Raoul Coutard); nominace v kategoriích nejlepší film, nejlepší režie (Pierre Schoendoerffer) a nejlepší filmová hudba (Philippe Sarde)